# Шкапов, Павел Юрьевич
Павел Юрьевич Шкапов (род. 15 июля 1977, Кстово, Горьковская область) — российский самбист, серебряный (2006, 2007) и бронзовый (2003-2005) призёр чемпионатов России, победитель (2004, 2006) и бронзовый призёр (2001, 2002) розыгрышей Кубка России, серебряный (2006) и бронзовый (2007) призёр чемпионатов Европы, победитель командного Кубка мира 2008 года, мастер спорта России международного класса. Тренер по самбо в детско-юношеской спортивной школе города Кстово. Выпускник Волжской государственной академии водного транспорта 1999 года. Старший преподаватель кафедры физической подготовки  Нижегородской академии МВД, старший лейтенант полиции.

## Спортивные результаты
- Кубок России по самбо 2001 года — ;
- Кубок России по самбо 2002 года — ;
- Чемпионат России по самбо 2003 года — ;
- Чемпионат России по самбо 2004 года — ;
- Кубок России по самбо 2004 года — ;
- Кубок России по самбо 2006 года — ;
- Чемпионат России по самбо 2005 года — ;
- Чемпионат России по самбо 2006 года — ;
- Чемпионат России по самбо 2007 года — ;